# Ayala Ingedashet
Ayala Ingedashet (en hebreo: איילה אינגדשט‎; 21 de agosto de 1978) es una cantante israelí de origen Beta Israel. 

## Primeros años
Ingedashet nació en Etiopía y ha vivido en Israel los dos años de edad, cuando inmigró con su familia. La familia vivió varios años en Jerusalén, y posteriormente decidieron mudarse a la ciudad costera de Asdod. Creció en un hogar religioso. Cuando Ayala era una adolescente, sus padres se divorciaron, quedando su encargada de los hijos y del hogar, y el padre se mudó a Kiryat Mal'aji.
A la edad de 14 años, se incorporó a una banda juvenil en Asdod.Después de enlistarse en las Fuerzas de Defensa de Israel para completar su servicio obligatorio, audicionó y quedó seleccionada para formar parte de una banda de la Marina de Israel, convirtiéndose así en la primera Judía Etíope en formar parte de un grupo musical de las Fuerzas de Defensa de Israel.

## Carrera
Luego de culminar su servicio militar obligatorio, Ingedashet actuó en un número de obras teatrales, como "Pequeña Tel Aviv" y "Fuenteovejuna", y también fue presentadora en el canal de televisión "Briza". Hasta 2006, Ingdashet no había grabado material musical de su propio repertorio. Aun así, Mook E. y Piloni, miembros de la banda de hip hop Shabak Samech, la hcieron dar a conocer musicalmente, incluyéndola en álbumes y como cantante invitada en conciertos de Mook E.
En 2007, Ingdashet empezó a colaborar con el productor de música Roy Edri y la casa disquera israelí Hed Arzi, lo cual resultó finalmente en su álbum debut homónimo, el cual fue presentado en marzo de 2007, deviniendo Ingedashet en la primera cantante israelí de origen etíope en firmar con una casa disquera importante. Sus influencias musicales en el álbum incluyeron Erykah Badu y Lauryn Hill. El álbum se convirtió en un éxito y le granjeó popularidad y colaboraciones con cantantes importantes de Israel y del exterior como Ehud Banai, Mosh Ben-Ari, Jill Scott, y Macy Grey. Ese mismo año, Ingdashet colaboró con el cantante israelí Momi, grabando para su álbum Yabou Ishi una versión a dúo de la canción original de Rita Notzeh BaRuach ("Pluma en el Viento").
Hoy en día, Ingedashet está considerada junto a Cabra Casay entre las primeras cantantes israelíes de origen etíope en pasarse al mainstream musical del país, habiendo grabado un álbum exitoso con una de las casas disqueras más importantes del país, así como habiendo sido seleccionada para cantar el himno nacional israelí en la ceremonia de apertura de las Macabiadas de 2009. Además, ha grabado algunas de las canciones que hacen parte de la banda sonora de las temporadas de la teleserie juvenil Yeladei Beit haEtz ("Niños de la Casa del Árbol"), la cual es transmitida por Kan Hinuchit. También ha participado en diferentes ediciones del Festival de Arte Etíope-Israelí Hullegeb. Ingedashet también ha sido parte del reparto de la serie infantil Rechov Sumsum, la versión Israelí de Plaza Sésamo.
Doce años después de haber grabado su primer álbum, luego de haberse casado y dado a luz a tres niños, Ingedashet lanzó el primer sencillo de su segundo álbum, BaSchuna MiMul (En el Barrio de Enfrente); el primer sencillo extraído y que lleva el mismo nombre, es una canción sobre su niñez así como la niñez de su madre en Etiopía.

## Familia
Es la mayor de cuatro hermanas. Sus hermanas Mary Ingedashet y Malka Ingedashet son también cantantes; su hermana Oshrat Ingedashet es actriz.

## Álbumes
- Ayala Ingedashet (2007)
- BaSchuna MiMul (2019)